# I'm Back Because
I'm Back Because is de achtste aflevering van het negende seizoen van het tienerdrama Beverly Hills, 90210, die voor het eerst werd uitgezonden op 2 december 1998.

## Plot
Iedereen vraagt zich af waarom Dylan is teruggekomen en wat hij al die tijd gedaan heeft, hij laat iedereen met deze vraag zitten. Dylan zoekt meteen contact met Kelly en hier is Matt niet zo blij mee en vraagt zich af wat er tussen hen speelt. Hij vraagt hiernaar aan Steve en hoort van hem dat Dylan vroeger dacht dat hij en Kelly zielsverwanten waren. Als de hele club in de After Dark is dan komt de politie David arresteren voor seks met een minderjarige. Dylan vindt dit niet terecht en gaat David helpen, hij zoekt Denise op en wil met haar praten. Het gesprek haalt niets uit, dit omdat haar ouders hoe dan ook de rechtszaak willen doorzetten en er hangt nu een gevangenisstraf van drie jaar boven David zijn hoofd. Dylan zoekt de ouders op en haalt hen over om de rechtszaak terug te draaien, dit tot grote opluchting van David. Matt krijgt ondertussen meer zorgen, hij wordt zijn woning uitgezet vanwege achterstallige huurbetalingen. Steve doet hem een voorstel dat inhoudt dat als hij de advocaat van de krant wordt hij dan gratis in het huis van Steve mag wonen. Kelly hoort later van Dylan dat hij teruggekomen is omdat hij haar miste.
De moeder van Steve, Samantha, komt langs op de krant en vertelt haar zoon dat zij niet trots is op het nieuwe werk dat Steve nu doet met zijn sensatieblad. Steve verdedigt zich door te zeggen dat hij hierdoor een grotere oplage heeft omdat de mensen deze dingen willen lezen. Als dit nog niet genoeg is, vertelt Samantha dat zij nu een relatie heeft met een vrouw.
Kelly krijgt slecht nieuws te horen, haar opa is ziek en er is weinig hoop op herstel. Nu is Jackie tegen het idee dat haar vader zich niet wil laten behandelen, Kelly echter vindt dat haar opa oud en wijs genoeg is om dit te mogen beslissen. Opa besluit om Kelly als voogd aan te stellen met de beslissingen over eventuele behandelingen.
Noah wil het goedmaken met Donna, maar Donna wil even rust hebben en sluit Noah buiten haar leven. Gina probeert nog steeds om tussen hen in te dringen en besteedt veel tijd met Noah. Donna wil toch praten met Donna en nodigt hem uit voor een etentje bij haar thuis om negen uur, Noah belt op en spreekt op het antwoordapparaat in dat hij een uurtje later komt. Gina wist dit bericht om tussen hen te stoken en als Noah komt dan is Donna woedend en zet hem buiten. De volgende dag hoort Donna toevallig dat Gina helemaal niets meer heeft en dat zij werkloos is, zij belooft Gina haar te helpen. Later spreken Donna en Noah elkaar en Noah vraagt haar om te proberen hun relatie te redden en Donna belooft dit te proberen.

## Rolverdeling
- Jennie Garth - Kelly Taylor
- Ian Ziering - Steve Sanders
- Brian Austin Green - David Silver
- Tori Spelling - Donna Martin
- Luke Perry - Dylan McKay
- Joe E. Tata - Nat Bussichio
- Lindsay Price - Janet Sosna
- Daniel Cosgrove - Matt Durning
- Vanessa Marcil - Gina Kincaid
- Ann Gillespie - Jackie Taylor
- Vincent Young - Noah Hunter
- Denise Dowse - Yvonne Teasley
- Christine Belford - Samantha Sanders
- Christa Sauls - Denise O'Lare
- Tricia O'Neil - mevr. O'Lare
- Vaughn Armstrong - mr. O'Lare
- Harrison Young - opa Ed